# Tribhuvan av Nepal
Tribhuvan av Nepal, född 1906, död 1955, var kung av Nepal mellan 1911 och 1955.